# Sinuidžu
Sinuidžu (korejsky 신의주 – Sinŭidžu) je město v Severní Koreji, hlavní město provincie Severní Pchjongan. Leží na západním okraji Severní Koreje na levém břehu hraniční řeky Amnokkang blízko jejího ústí do Korejské zátoky, naproti čínskému městu Tan-tung, s kterým ho spojuje most Čínsko-korejského přátelství. Část města je od roku 2002 součástí zvláštní správní oblasti Sinuidžu.